# Paimpont
Paimpont (en bretó Pemport, en gal·ló Penpont) és un municipi francès, situat a la regió de Bretanya, al departament d'Ille i Vilaine. L'any 2006 tenia 1.614 habitants.

## Demografia
| 1962                                       | 1968  | 1975  | 1982  | 1990  | 1999  |
| ------------------------------------------ | ----- | ----- | ----- | ----- | ----- |
| 1.637                                      | 1.714 | 1.559 | 1.449 | 1.385 | 1.395 |
| Des de 1962: població sense dobles comptes |       |       |       |       |       |

## Administració
| Període   | Identitat         | Partit |
| --------- | ----------------- | ------ |
| 1977-1983 | Fernande Chantoux |        |
| 1983-1995 | Pierre Paviot     |        |
| 1994-2001 | Guy Larcher       |        |
| 2001-     | Daniel Bricon     |        |

## Galeria d'imatges

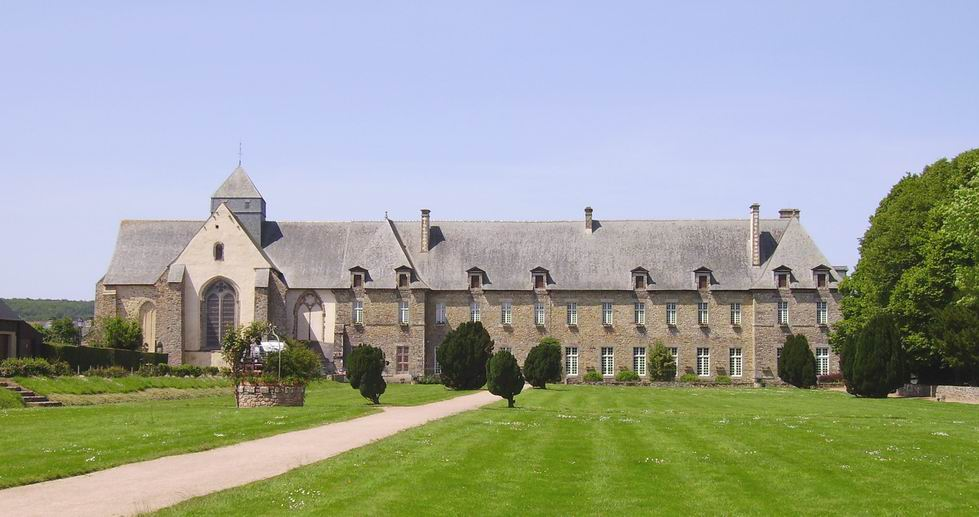
Abadia
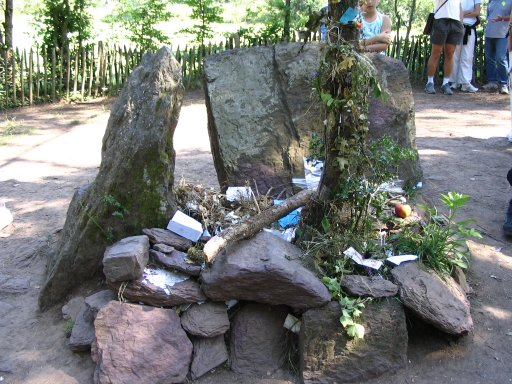
La tomba de Merlí